# Sasa (rod žabnjakovki)
Sasa (lat. Pulsatilla), rod od pedesetak vrsta trajnica iz porodice žabnjakovki. Prtežito su rasprostranjene u središnjoj i istočnoj Aziji. U Hrvatskoj ima oko 10 vrsta a rastu po suhim i kamenjarskim travnjacima.
Vrste sasa nekada su bile klasificirane rodu šumarica (Anemone), iz kojeg su izdvojene zbog nekih svojih karaktertistika, među kojima su dugi dlakavi nastavci (repići) na plodićima. U Hrvatskoj rastu planinska ili alpska sasa (P. alpina), gorska sasa (P. montana), livadna sasa ili kučika crnkasta (P. pratensis),  velika sasa (P. grandis),  crnkasta sasa (P. nigricans).

## Vrste
1. Pulsatilla ajanensis Regel & Tiling
2. Pulsatilla albana (Steven) Bercht. & J.Presl
3. Pulsatilla alpina (L.) Delarbre
4. Pulsatilla ambigua (Turcz. ex Hayek) Zämelis & Paegle
5. Pulsatilla armena (Boiss.) Rupr.
6. Pulsatilla aurea (Sommier & Levier) Juz.
7. Pulsatilla × bolzanensis Murr
8. Pulsatilla bungeana C.A.Mey.
9. Pulsatilla campanella (Regel & Tiling) Fisch. ex Krylov
10. Pulsatilla × celakovskyana Domin
11. Pulsatilla cernua (Thunb.) Bercht. & J.Presl
12. Pulsatilla chinensis (Bunge) Regel
13. Pulsatilla dahurica (Fisch. ex DC.) Spreng.
14. Pulsatilla × emiliana (F.O.Wolf) Beauverd
15. Pulsatilla × gayeri Simonk.
16. Pulsatilla georgica Rupr.
17. Pulsatilla × girodii (Rouy) P.Fourn.
18. Pulsatilla grandis Wender.
19. Pulsatilla × hackelii Pohl
20. Pulsatilla halleri (All.) Willd.
21. Pulsatilla herba-somnii Stepanov
22. Pulsatilla integrifolia (Miyabe & Tatew.) Tatew. & Ohwi ex Vorosch.
23. Pulsatilla × knappii (Palez.) Palez.
24. Pulsatilla kostyczewii (Korsh.) Juz.
25. Pulsatilla magadanensis A.P.Khokhr. & Vorosch.
26. Pulsatilla millefolia (Hemsl. & E.H.Wilson) Ulbr.
27. Pulsatilla × mixta Halácsy
28. Pulsatilla montana (Hoppe) Rchb.
29. Pulsatilla multiceps Greene
30. Pulsatilla nipponica (H.Takeda) Ohwi
31. Pulsatilla nivalis Nakai
32. Pulsatilla nuttalliana (DC.) Spreng.
33. Pulsatilla occidentalis (S.Watson) Freyn
34. Pulsatilla orientali-sibirica Stepanov
35. Pulsatilla patens (L.) Mill.
36. Pulsatilla pratensis (L.) Mill.
37. Pulsatilla reverdattoi Polozhij & A.T.Malzeva
38. Pulsatilla rubra (Lam.) Delarbre
39. Pulsatilla sachalinensis H.Hara
40. Pulsatilla scherfelii (Ullep.) Skalický
41. Pulsatilla sukaczewii Juz.
42. Pulsatilla taraoi (Makino) Zämelis & Paegle
43. Pulsatilla tatewakii Kudô
44. Pulsatilla tenuiloba (Turcz.) Juz.
45. Pulsatilla tongkangensis Y.N.Lee & T.C.Lee
46. Pulsatilla turczaninovii Krylov & Serg.
47. Pulsatilla usensis Stepanov
48. Pulsatilla vernalis (L.) Mill.
49. Pulsatilla violacea Rupr.
50. Pulsatilla vulgaris Mill.
51. Pulsatilla wallichiana (Royle) Ulbr.
52. Pulsatilla × weberi (Widder) Janch. ex Holub
53. Pulsatilla × wilczekii (F.O.Wolf ex Hegi) P.Fourn.
54. Pulsatilla × yanbianensis H.Z.Lv
55. Pulsatilla zimmermannii Soó

## Vanjske poveznice
|  | Zajednički poslužitelj ima još gradiva o temi Pulsatilla |
|  | Wikivrste imaju podatke o taksonu Pulsatilla             |